# Emirat de Xibrana
L'emirat de Xibrana és el nom que s'aplica al darrer estat musulmà que va existir a l'actual territori de Catalunya.
A partir del castell de Siurana, el seu territori s'estenia per diverses línies de torres. Una primera línia defensiva, la formaven les torres a les actuals poblacions de la Morera de Montsant, Albarca, Ulldemolins, Prades, Alforja, la Mussara i l'Albiol, i un segon cercle, major, constituït pel Vilosell, Vimbodí, la Pobla de Cérvoles, Falset, Pradell de la Teixeta, Cabassers, el Lloar, la Palma, la Torre de l'Espanyol i Vinebre. Hi hauria torres també a Alcover, Arbolí, Bellmunt del Priorat, les Borges del Camp, Colldejou, la Figuera, Margalef de Montsant, la Torre de Fontaubella i Vilanova de Prades.
L'ocupació dels territoris de Siurana va començar l'any 1153. Per la banda de la Conca de Barberà, els Cervera van arribar fins a Albarca per Capafonts i la Febró; Albert de Castellvell (fill del baró Guillem II de Castellvell) va envair el priorat des del coll de la Teixeta; Ramon de Ganagot ho va fer pel coll d'Alforja. L'assetjament el va dirigir Bertran de Castellet. La data exacta de la conquesta del castell no és segura: alguns la fixen el 29 d'abril, dia en què el comte de Barcelona va atorgar una carta de població a Bertran de Castellet; d'altres l'han situada el 23 de novembre del mateix any; i d'altres el 12 de juliol de 1154.

## Llistat de sobirans de Xibrana
- Almira Almemoniz, 1153-54.
- Annexió pel comtat de Barcelona.